# NBA Summer League 2012
Navigation
2010 2013
La NBA Summer League 2012 était une ligue de basket-ball professionnelle dirigée par la NBA juste après la draft de la NBA 2012. Elle s'est déroulée à Orlando, en Floride, du 9 au 13 juillet et à Las Vegas, au Nevada, du 13 au 22 juillet 2012. Damian Lillard (Trail Blazers de Portland) et Josh Selby (Grizzlies de Memphis) ont remporté le titre de MVP .

## Orlando Summer League

### Équipes
- Celtics de Boston
- Pistons de Détroit
- Thunder d'Oklahoma City
- Jazz de l'Utah
- Pacers de l'Indiana
- Magic d'Orlando
- Nets de Brooklyn
- 76ers de Philadelphie

### Matchs
Résumé des matchs

#### 9 juillet
- Orlando bat Brooklyn, 92-88
- Boston bat Oklahoma City, 73-65
- Détroit bat Utah, 76-73
- Indiana bat Philadelphie, 69-63

#### 10 juillet
- Utah bat Philadelphie, 84-80
- Indiana bat Oklahoma City, 78-74
- Détroit bat Orlando, 79-74
- Boston bat Brooklyn, 82-73

#### 11 juillet
- Boston bat Indiana, 85-77
- Oklahoma City bat Détroit, 83-62
- Philadelphie bat Brooklyn, 79-71
- Utah bat Orlando, 79-75

#### 12 juillet
- Détroit bat Boston, 93-79
- Oklahoma City bat Brooklyn, 87-86
- Utah bat Indiana, 87-81
- Orlando bat Philadelphie, 77-75

#### 13 juillet
- Utah bat Oklahoma City, 89-75
- Boston bat Orlando, 94-73
- Détroit bat Philadelphie, 71-67
- Brooklyn bat Indiana, 90-77

### Classement
| Équipe                  | Victoires | Défaites | PCT   |
| ----------------------- | --------- | -------- | ----- |
| Pistons de Détroit      | 4         | 1        | 80,0% |
| Celtics de Boston       | 4         | 1        | 80,0% |
| Thunder d'Oklahoma City | 3         | 2        | 60,0% |
| Jazz de l'Utah          | 3         | 2        | 60,0% |
| Pacers de l'Indiana     | 2         | 3        | 40,0% |
| Magic d'Orlando         | 2         | 3        | 40,0% |
| Nets de Brooklyn        | 1         | 4        | 20,0% |
| 76ers de Philadelphie   | 1         | 4        | 20,0% |

## Las Vegas Summer League

### Équipes
- Warriors de Golden State
- Bobcats de Charlotte
- Mavericks de Dallas
- Rockets de Houston
- Bucks de Milwaukee
- Timberwolves du Minnesota
- Trail Blazers de Portland
- Cavaliers de Cleveland
- Heat de Miami
- Wizards de Washington
- NBA D-League Select
- Hawks d'Atlanta
- Celtics de Boston
- Clippers de Los Angeles
- Grizzlies de Memphis
- Suns de Phoenix
- Kings de Sacramento
- Spurs de San Antonio
- Raptors de Toronto
- Bulls de Chicago
- Nuggets de Denver
- Lakers de Los Angeles
- Hornets de la Nouvelle-Orléans
- Knicks de New York

### Matchs
Résumé des matchs

#### 13 juillet
| Résultat du match      | Meilleur marqueur       |
| ---------------------- | ----------------------- |
| Hawks 102, Wizards 82  | Bradley Beal - 22       |
| Rockets 93, Raptors 81 | Donatas Motiejunas - 25 |
| Warriors 90, Lakers 50 | Klay Thompson - 24      |
| Bobcats 121, Kings 87  | Byron Mullens - 20      |

#### 14 juillet
| Résultat du match       | Meilleur marqueur    |
| ----------------------- | -------------------- |
| Grizzlies 93, Knicks 77 | Josh Selby - 20      |
| Warriors 95, Nuggets 74 | Charles Jenkins - 24 |
| Kings 84, Lakers 72     | Josh Akognon - 25    |
| Wizards 76, Rockets 70  | Jeremy Lamb - 26     |

#### 15 juillet
| Résultat du match            | Meilleur marqueur    |
| ---------------------------- | -------------------- |
| Suns 99, Knicks 74           | Markieff Morris - 21 |
| Mavericks 88, Nuggets 77     | Dominique Jones - 32 |
| Heat 71, Raptors 59          | Ed Davis - 15        |
| Spurs 82, Hawks 76           | Kawhi Leonard - 23   |
| Bobcats 68, Cavaliers 64     | Tyler Zeller - 14    |
| NBA D-League 85, Wizards 78  | Bradley Beal - 20    |
| Trail Blazers 85, Hornets 82 | Damian Lillard - 25  |

#### 16 juillet
| Résultat du match        | Meilleur marqueur                 |
| ------------------------ | --------------------------------- |
| Celtics 87, Hawks 69     | Kris Joseph, Jared Sullinger - 14 |
| Mavs 85, Raptors 75      | Ed Davis - 23                     |
| Rockets 113, Kings 91    | Jimmer Fredette - 30              |
| Cavs 94, NBA D-League 88 | JR Smith - 21                     |
| Heat 106, Lakers 56      | Dexter Pittman - 14               |
| Wolves 73, Clippers 64   | Johnson, T. White - 16            |
| Bucks 76, Hornets 68     | Lance Thomas - 22                 |

#### 17 juillet
| Résultat du match        | Meilleur marqueur                |
| ------------------------ | -------------------------------- |
| Nuggets 85, Knicks 81    | Jordan Hamilton - 21             |
| Wizards 83, Grizzlies 77 | Josh Selby - 35                  |
| Spurs 92, Lakers 81      | Kawhi Leonard - 27               |
| Rockets 99, Blazers 88   | Damian Lillard, Nolan Smith - 27 |
| Cavs 89, Suns 74         | Markieff Morris - 24             |
| Bulls 79, Celtics 74     | Jimmy Walker, E'Twaun Moore - 25 |
| Bobcats 81, Wolves 78    | Byron Mullens - 33               |

#### 18 juillet
| Résultat du match     | Meilleur marqueur    |
| --------------------- | -------------------- |
| Wizards 78, Bucks 75  | Tobias Harris - 24   |
| Rockets 96, Bulls 88  | Jimmy Butler - 24    |
| Raptors 96, Kings 89  | Terrence Ross - 21   |
| Hawks 67, Mavs 61     | John Jenkins - 21    |
| Hornets 78, Suns 61   | Brian Roberts - 16   |
| Clippers 86, Spurs 80 | Adam Morrison - 23   |
| Warriors 65, Heat 62  | Charles Jenkins - 17 |

#### 19 juillet
| Résultat du match         | Meilleur marqueur                      |
| ------------------------- | -------------------------------------- |
| Raptors 94, Knicks 92     | Chris Copeland - 17                    |
| Blazers 84, Hawks 78      | Damian Lillard - 31                    |
| Kings 91, Celtics 82      | Jimmer Fredette, Dionte Christmas - 19 |
| Wolves 78, Cavs 65        | Derrick Williams - 23                  |
| Lakers 75, Clippers 69    | Adam Morrison, Christian Eyenga - 22   |
| Bucks 77, NBA D-League 68 | Tobias Harris - 21                     |
| Bobcats 99, Nuggets 86    | Jordan Hamilton - 21                   |

#### 20 juillet
| Résultat du match        | Meilleur marqueur              |
| ------------------------ | ------------------------------ |
| Cavs 98, Knicks 64       | M. Farrakhan, T. Thompson - 13 |
| Blazers 95, Nuggets 82   | Damian Lillard - 23            |
| Grizzlies 97, Bobcats 79 | Josh Selby - 32                |
| Heat 83, Spurs 78        | Terrel Harris - 25             |
| Warriors 66, Bulls 57    | Harrison Barnes - 20           |
| NBA D-League 89, Suns 75 | Chris Daniels - 20             |
| Mavs 78, Hornets 65      | Jae Crowder - 18               |

#### 21 juillet
| Résultat du match          | Meilleur marqueur               |
| -------------------------- | ------------------------------- |
| Blazers 81, Heat 55        | Will Barton - 27                |
| Mavs 82, Spurs 76 (OT)     | Jae Crowder - 21                |
| Warriors 80, Hornets 72    | Xavier Henry - 21               |
| Wolves 86, NBA D-League 78 | Wesley Johnson - 28             |
| Bulls 77, Clippers 74      | Jimmy Butler - 23               |
| Suns 96, Grizzlies 87      | Markieff Morris - 25            |
| Bucks 88, Celtics 87       | Tobias Harris, John Henson - 22 |

#### 22 juillet
| Résultat du match       | Meilleur marqueur    |
| ----------------------- | -------------------- |
| Bucks 113, Bulls 68     | Jermaine Taylor - 21 |
| Clippers 92, Celtics 77 | Adam Morrison - 26   |
| Wolves 97, Grizzlies 91 | Mike Harris - 22     |

### Classement
| Équipe                         | Victoires | Défaites | PCT  |
| ------------------------------ | --------- | -------- | ---- |
| Warriors de Golden State       | 5         | 0        | 100  |
| Bobcats de Charlotte           | 4         | 1        | 80,0 |
| Mavericks de Dallas            | 4         | 1        | 80,0 |
| Rockets de Houston             | 4         | 1        | 80,0 |
| Bucks de Milwaukee             | 4         | 1        | 80,0 |
| Timberwolves du Minnesota      | 4         | 1        | 80,0 |
| Trail Blazers de Portland      | 4         | 1        | 80,0 |
| Cavaliers de Cleveland         | 3         | 2        | 60,0 |
| Heat de Miami                  | 3         | 2        | 60,0 |
| Wizards de Washington          | 3         | 2        | 60,0 |
| NBA D-League Select            | 2         | 3        | 40,0 |
| Hawks d'Atlanta                | 2         | 3        | 40,0 |
| Celtics de Boston              | 2         | 3        | 40,0 |
| Clippers de Los Angeles        | 2         | 3        | 40,0 |
| Grizzlies de Memphis           | 2         | 3        | 40,0 |
| Suns de Phoenix                | 2         | 3        | 40,0 |
| Kings de Sacramento            | 2         | 3        | 40,0 |
| Spurs de San Antonio           | 2         | 3        | 40,0 |
| Raptors de Toronto             | 2         | 3        | 40,0 |
| Bulls de Chicago               | 1         | 4        | 20,0 |
| Nuggets de Denver              | 1         | 4        | 20,0 |
| Lakers de Los Angeles          | 1         | 4        | 20,0 |
| Hornets de la Nouvelle-Orléans | 1         | 4        | 20,0 |
| Knicks de New York             | 0         | 5        | 0    |

## Leaders statistiques

### Points
| Joueur         | Équipe                 | Moyenne par match |
| -------------- | ---------------------- | ----------------- |
| Damian Lillard | Portland Trail Blazers | 26,5              |
| Kawhi Leonard  | San Antonio Spurs      | 25,0              |
| Josh Selby     | Grizzlies de Memphis   | 24,2              |
| Jimmy Butler   | Chicago Bulls          | 20,8              |
| Tobias Harris  | Milwaukee Bucks        | 20,8              |

### Rebonds
| Joueur          | Équipe           | Moyenne par match |
| --------------- | ---------------- | ----------------- |
| Malcolm Thomas  | Chicago Bulls    | 12,4              |
| Markieff Morris | Phoenix Suns     | 9,8               |
| Thomas Robinson | Sacramento Kings | 9,8               |
| Ed Davis        | Toronto Raptors  | 9,4               |
| Bernard James   | Dallas Mavericks | 9,0               |

### Passes décisives
| Joueur           | Équipe               | Moyenne par match |
| ---------------- | -------------------- | ----------------- |
| Kendall Marshall | Phoenix Suns         | 6,5               |
| Kemba Walker     | Charlotte Bobcats    | 5,8               |
| Eric Bledsoe     | Los Angeles Clippers | 5,7               |
| Scott Machado    | Houston Rockets      | 5,6               |
| Aaron Miles      | Milwaukee Bucks      | 5,6               |